# Tottenham Hotspur FC Women
Tottenham Hotspur F.C. Women is een Engels vrouwenvoetbalteam uit Londen, onderdeel van Tottenham Hotspur FC, dat werd opgericht in 1985 als zelfstandige club onder de naam Broxbourne Ladies. Anno 2023 komt het team uit in de FA Women's Super League, het hoogste niveau in het Engelse vrouwenvoetbal.

## Erelijst

### Competities
- FA Women's Premier League Southern Division
  - Winnaar (1): 2016/17
- FA South-East Combination
  - Winnaar (1): 2010/11
- London and South-East Regional Women's Football League – Premier Division
  - Winnaar (1): 2007/08
- Greater London Regional Women's League – Division 1
  - Winnaar (1): 1997/98

### Bekers
- London County Senior Cup
  - Winnaar (1): 2011/12
- Greater London Regional Women's League Cup
  - Winnaar (1): 1995/96
- Russell Cup
  - Winnaar (1): 1997/98
- Ryman's Women's Cup
  - Winnaar (2): 2015/16, 2016/17
- FA Women's Premier League Cup
  - Winnaar (1): 2015/16, 2016/17

## Bekende (oud-)Lilywhites

### Speelsters
- Siri Worm